# Red and Yellow Creative School of Business
Red and Yellow Creative School of Business (R&Y) est une école de commerce basée à Le Cap, en Afrique du Sud et fondée en 1994. L’établissement délivre des certificats, des bachelors et des MBA en marketing, marketing électronique et en design.

## Historique
L'école ouvre en 1994 sous le nom « Red & Yellow School of Logic and Magic » . 26 ans plus tard l'école rejoint le réseau Honoris United Universities.
En 2022, l'établissement organise son premier sommet dédié au métavers. Deux ans plus tôt, l'école faisait accréditer ses 4 premiers diplômes en ligne.

### Expansion
En 2022, R&Y se lance sur le marché tunisien, en partenariat avec Université Centrale, au Nigéria et à Maurice.

### Partenariat
En 2021, l'école annonce un partenariat d'employabilité avec le groupe Unilever.